# Худжанд (аеропорт)
Міжнародний аеропорт «Худжанд» (IATA: LBD, ICAO: UTDL) — міжнародний аеропорт, що обслуговує друге за значенням місто Таджикистану Худжанд.

## Характеристики
Аеропорт «Худжанд» розташований на висоті 442 метри на рівнем моря. Летовище має лише одну злітно-посадкову смугу за номером 08/26 з асфальтовим покриттям і розмірами 3185 на 50 метри.

## Авіалінії та напрямки
| Авіакомпанія            | Пункт призначення                                                                                           |
| ----------------------- | --- |
| China Southern Airlines | Урумчі |
| Nordwind                | Казань (з 26 квітня 2019)                                                                                   |
| S7 Airlines             | Москва-Домодєдово, Новосибірськ                                                                             |
| SCAT Airlines           | Шимкент, Тараз                                                                                              |
| Somon Air               | Душанбе, Казань, Краснодар, Москва-Домодєдово, Новосибірськ, Сочі, Ст Петербург, Єкатеринбург               |
| Ural Airlines           | Калуга, Казань, Красноярськ-Ємельяново, Москва-Жуковський, Нижньовартовськ, Перм, Самара, Уфа, Єкатеринбург |
| UTair Aviation          | Сургут, Тюмень                                                                                              |
| Yamal Airlines          | Москва-Жуковський                                                                                           |